# Четвёртый конгресс Коммунистического интернационала
Четвёртый конгресс Коммунистического интернационала проходил в ноябре — декабре 1922 года в Петрограде — Москве. В конгрессе участвовало 408 делегатов от 66 партий и организаций из 58 стран мира.

## Историческая ситуация
В революционном подъёме в западноевропейских странах, начавшемся в конце Первой мировой войны, наметились тенденции к спаду. Ожидания скорого перехода этих стран к социализму не оправдывались, в связи с чем основным приоритетом для коммунистического движения мира стала защита Советской России от капиталистических стран. Рабочее движение ряда стран столкнулось с противодействием со стороны фашистских организаций (так, за неделю до Конгресса в Италии сторонники Национальной фашистской партии во главе с Б. Муссолини провели Марш на Рим).

## Проведение конгресса

Доклад В. И. Ленина на IV конгрессе Коминтерна и другие материалы конгресса

Конгресс открылся 5 ноября 1922 в Петрограде, 9 ноября — 5 декабря продолжил и завершил работу в Москве.
«Главная задача, — писал В. И. Ленин в приветствии конгрессу, — попрежнему состоит в завоевании большинства рабочих. И эту задачу мы, несмотря ни на что, выполним».
В работе конгресса участвовало 408 делегатов от 66 организаций из 58 стран мира (из них 343 имели право голоса, а 65 делегатов имели полномочия только на выступления), а также 6 гостей конгресса.
Конгресс стал последним, в котором участвовал В. И. Ленин: в связи с прогрессирующей болезнью, помимо приветственного слова, он сделал лишь одно короткое выступления и не мог участвовать в большинстве заседаний. В докладе, посвящённом пятилетию Октябрьской революции и перспективам мировой революции («Пять лет российской революции и перспективы мировой революции»), Ленин обосновал положение о необходимости для компартий не только уметь наступать в период подъёма, но научиться отступать в условиях отлива революционной волны. На примере нэпа в России он показал, как следует использовать временное отступление для подготовки нового наступления на капитализм. По его словам, уже первые итоги нэпа были благоприятны — он обеспечивал восстановление хозяйства страны, а укрепление Советской России означало укрепление базы мировой революции. Ленин призвал все компартии учиться и учиться овладевать организацией, построением, методом и содержанием революционной работы: зарубежные компартии «…должны воспринять часть русского опыта» (В. И. Ленин. Полное собрание сочинений, т. 33, с. 394).
Уделяя значительное внимание росту фашистской опасности (в связи с установлением фашистской диктатуры в Венгрии и Италии), Конгресс подчеркнул, что главным средством борьбы против фашизма является тактика единого рабочего фронта. Для сплочения широких масс трудящихся, не готовых пока к борьбе за диктатуру пролетариата, но уже способных бороться за экономические и политические права против буржуазии, был выдвинут лозунг «рабочего правительства» (позднее — лозунг рабоче-крестьянского правительства). Конгресс обратил внимание на необходимость борьбы за единство профсоюзного движения, оказавшегося в состоянии глубокого раскола (в 1919 оформился Амстердамский интернационал профсоюзов, а в 1921 — Профинтерн). Конкретным применением тактики единого фронта в колониальных и зависимых стран является единый антиимпериалистический фронт, объединяющий национально-патриотические силы страны, способные бороться против колониализма.

## Итоги конгресса
Основным итогом стало закрепление тактики Единого фронта в качестве основы деятельности мирового коммунистического движения. Решением Конгресса создана Международная организация помощи борцам революции.
5 декабря 1922 был избран Исполком Коминтерна. На этот раз был предложен единый список кандидатов и делегаты съезда голосовали за весь список разом. В состав ИККИ вошли.
- Председатель: Г. Е. Зиновьев
- Австралия: Дж. Гарден (en:John Garden).
- Балканы: В. Коларов (Болгария), М.Маковей (Makkavei) (кандидат).
- Чехословакия: А. Нейрат, Б. Шмерал. А. Муна (кандидат).
- Страны Востока: С. Катаяма (Япония), Г. И. Сафаров. М. Н. Рой (кандидат).
- Финляндия: О. Куусинен.
- Франция: Л. Фроссар (fr:Ludovic-Oscar Frossard), Б. Суварин. Ж. Дюрэ (кандидат).
- Германия: Э. Хёрнле, К. Цеткин, П. Бёттхер (кандидат).
- Великобритания: А. Макманус, У. Ньюболд (кандидат).
- Италия: Э. Дженнари, А. Грамши. А. Бордига (кандидат).
- Польша: Э. Прухняк.
- Россия: Н. И. Бухарин, К. Б. Радек. Кандидаты: В. И. Ленин, Л. Д. Троцкий.
- Скандинавия: Ц. Хёглунд, О. Шефло.
- Южная Африка: У. Эндрюс.
- Южная Америка: А. Штирнер (Stirner) (псевдоним Э. Воога)[2][3].
- США: Л. Каттерфельд, Ч. Рутенберг (кандидат).
- КИМ: Р. Шюллер (R. Schüller), Л. А. Шацкин.